# Mowgli, il libro della giungla
Mowgli, il libro della giungla (Mowgli: The New Adventures of the Jungle Book) è una serie televisiva del 1998 trasmessa dalla Fox da febbraio a marzo 1998. È un adattamento dei due romanzi di Rudyard Kipling, ambientato ai giorni nostri, con l'aggiunta di vari personaggi sia umani che animali. 

## Trama
Mowgli, sopravvissuto ad un incidente aereo e cresciuto con i lupi nella giungla, fa amicizia con la coetanea Nahbiri, che si trova in India col padre, il medico Bhandari. Accompagnato dai suoi amici animali, (l'orso Baloo, la pantera Bagheera, a cui si aggiunge la scimmia Rupee) Mowgli si scontra con la tigre Shere Khan e con Aftar, l'avida guida del medico. 

## Personaggi
- Mowgli, interpretato da Sean Price McConnell, il bambino selvaggio protagonista della serie.
- Nahbiri Bhandari, interpretata da Lindsey Peter, amica di Mowgli. Viveva a New York fino alla morte della madre.
- Dottor Bhandari, interpretato da Bart Braverman, è il padre di Nahbiri.
- Aftar, interpretato da Richard Assad, guida della spedizione, ossessionato dal "Tesoro della Città Perduta".
- Colin, interpretata da Jaime Gutierrez Victory (11 episodi).
- Elaine Bendel, interpretata da Maryam D'Abo (3 episodi).

## Episodi
Della serie sono stati prodotti 26 episodi.
| Stagione       | Episodi | Prima TV Statunitense | Prima TV Italia |
| -------------- | ------- | --------------------- | --------------- |
| Prima stagione | 26      | 1998                  | 2000            |

## Doppiaggio italiano
L'edizione italiana è curata da Elena Sansonetti per Mediaset. Il doppiaggio è stato eseguito da Dubbing Brothers con la collaborazione di Mar International, sotto la direzione di Roberta Paladini e Georgia Lepore.

## Produzione
La serie fu prodotta da Alliance International Pictures, che l'ha inoltre distribuita, assieme alla Fox, e girata in Costa Rica, benché sia ambientata in India .

### Registi
Tra i registi sono accreditati:
- Brent Loefke in 9 episodi (1998)
- David Brigos in 8 episodi (1998)
- Michael McGreevey in 3 episodi (1998)
- Timothy Scott Bogart in 2 episodi (1998)
- William Tannen in 2 episodi (1998)

### Sceneggiatori
Tra gli sceneggiatori sono accreditati:
- Timothy Scott Bogart in 17 episodi (1998)
- James Hereth in 17 episodi (1998)
- Guy Toubes in 16 episodi (1998)
- Peter Lawrence in 3 episodi (1998)